# Прыжки в воду на чемпионате мира по водным видам спорта 2019
Соревнования по прыжкам в воду на чемпионате мира 2019 года в Кванджу прошли с 12 по 20 июля. На соревнованиях было разыграно 13 комплектов наград, включая 3 комплекта наград в смешанных соревнованиях.
Соревнования прошли на построенном к чемпионату мира стадионе.
Китайские спортсмены выиграли 12 из 13 золотых наград, только в смешанных командных прыжках с 3-метрового трамплина первое место заняли австралийцы.

## Медалисты

### Мужчины
| Дисциплина                                | Золото                                  | Серебро                                               | Бронза                                                |
| Трамплин 1 м                              | Ван Цзунъюань — 440,25 Китай            | Роммель Пачеко — 420,15 Мексика                       | Пэн Цзяньфэн — 415,00 Китай                           |
| Трамплин 3 м                              | Се Сыи — 545,45 Китай                   | Цао Юань — 517,85 Китай                               | Джек Ло — 504,55 Великобритания                       |
| Вышка 10 м                                | Ян Цзянь — 598,65 Китай                 | Ян Хао — 585,75 Китай                                 | Александр Бондарь — 541,05 Россия                     |
| Трамплин 3 м — синхронные прыжки Протокол | Китай — 439,74 · Се Сыи · Цао Юань      | Великобритания — 415,02 · Джек Ло · Дэниел Гудфеллоу  | Мексика — 413,94 · Хуан Мануэль Селая · Яэль Кастильо |
| Вышка 10 м — синхронные прыжки            | Китай — 486,93 · Цао Юань · Чэнь Айсэнь | Россия — 444,60 · Александр Бондарь · Виктор Минибаев | Великобритания — 425,91 · Том Дейли · Мэттью Ли       |

### Женщины
| Дисциплина                       | Золото                                | Серебро                                                   | Бронза                                              |
| Трамплин 1 м Протокол            | Чэнь Ивэнь — 285,45 Китай             | Сара Бэкон — 262,00 США                                   | Ким Су Джи — 257,20 Республика Корея                |
| Трамплин 3 м                     | Ши Тинмао — 391,00 Китай              | Ван Хань — 372,85 Китай                                   | Мэддисон Кини — 367,05 Австралия                    |
| Вышка 10 м                       | Чэнь Юйси — 439,00 Китай              | Лу Вэй — 377,80 Китай                                     | Дилейни Шнелл — 364,20 США                          |
| Трамплин 3 м — синхронные прыжки | Китай — 342,00 · Ши Тинмао · Ван Хань | Канада — 311,10 · Дженнифер Абель · Мелисса Ситрини-Больё | Мексика — 294,90 · Паола Эспиноса · Мелани Эрнандес |
| Вышка 10 м — синхронные прыжки   | Китай — 345,24 · Лю Вей · Чжан Цзяги  | Малайзия — 312,72 · Лён Мун И · Панделела Ринонг          | США — 304,86 · Саманта Бромберг · Катрина Янг       |

### Смешанные командные дисциплины
| Дисциплина                | Золото                                             | Серебро                                                | Бронза                                           |
| Трамплин 3 м              | Австралия — 304,86 · Мэттью Картер · Мэддисон Кини | Канада — 304,08 · Франсуа Имбо-Дюлак · Дженнифер Абель | Германия — 301,62 · Лу Массенберг · Тина Пунцель |
| Вышка 10 м Протокол       | Китай — 346,14 · Сы Яцзе · Лянь Цзюньцзе           | Россия — 311,28 · Екатерина Беляева · Виктор Минибаев  | Мексика — 287,64 · Мария Санчес · Хосе Бальеса   |
| Трамплин 3 м и вышка 10 м | Китай — 416,65 · Линь Шань · Ян Цзянь              | Россия — 390,05 · Юлия Тимошинина · Сергей Назин       | США — 357,60 · Катрина Юнг · Эндрю Капобьянко    |

## Медальный зачёт
| Общее количество медалей | Общее количество медалей | Общее количество медалей | Общее количество медалей | Общее количество медалей | Общее количество медалей |
| Место                    | Страна                   | Золото                   | Серебро                  | Бронза                   | Всего                    |
| ------------------------ | ------------------------ | ------------------------ | ------------------------ | ------------------------ | ------------------------ |
| 1                        | Китай                    | 12                       | 4                        | 1                        | 17                       |
| 2                        | Австралия                | 1                        | 0                        | 1                        | 2                        |
| 3                        | Россия                   | 0                        | 3                        | 1                        | 4                        |
| 4                        | Канада                   | 0                        | 2                        | 0                        | 2                        |
| 5                        | Мексика                  | 0                        | 1                        | 3                        | 4                        |
| 5                        | США                      | 0                        | 1                        | 3                        | 4                        |
| 7                        | Великобритания           | 0                        | 1                        | 2                        | 3                        |
| 8                        | Малайзия                 | 0                        | 1                        | 0                        | 1                        |
| 9                        | Республика Корея         | 0                        | 0                        | 1                        | 1                        |
| 9                        | Германия                 | 0                        | 0                        | 1                        | 1                        |
| Всего                    | Всего                    | 13                       | 13                       | 13                       | 39                       |

## Расписание
Дано корейское время
| Дата         | Время | Соревнование                                                    |
| ------------ | ----- | --------------------------------------------------------------- |
| 12 июля 2019 | 11:00 | Трамплин 1 м, мужчины: предварительный раунд                    |
| 12 июля 2019 | 15:30 | Трамплин 1 м, женщины: предварительный раунд                    |
| 13 июля 2019 | 10:00 | Трамплин 3 м, синхронные прыжки, мужчины: предварительный раунд |
| 13 июля 2019 | 13:00 | Вышка 10 м, микст: финал                                        |
| 13 июля 2019 | 15:30 | Трамплин 1 м, женщины: финал                                    |
| 13 июля 2019 | 20:45 | Трамплин 3 м, синхронные прыжки, мужчины: финал                 |
| 14 июля 2019 | 10:00 | Вышка 10 м, синхронные прыжки, женщины: предварительный раунд   |
| 14 июля 2019 | 15:30 | Трамплин 1 м, мужчины: финал                                    |
| 14 июля 2019 | 20:45 | Вышка 10 м, синхронные прыжки, женщины: финал                   |
| 15 июля 2019 | 10:00 | Трамплин 3 м, синхронные прыжки, женщины: предварительный раунд |
| 15 июля 2019 | 13:00 | Вышка 10 м, синхронные прыжки, мужчины: предварительный раунд   |
| 15 июля 2019 | 15:30 | Трамплин 3 м, синхронные прыжки, женщины: финал                 |
| 15 июля 2019 | 20:45 | Вышка 10 м, синхронные прыжки, мужчины: финал                   |
| 16 июля 2019 | 10:00 | Вышка 10 м, женщины: предварительный раунд                      |
| 16 июля 2019 | 15:30 | Вышка 10 м, женщины: полуфинал                                  |
| 16 июля 2019 | 18:30 | Командные соревнования: финал                                   |
| 17 июля 2019 | 10:00 | Трамплин 3 м, мужчины: предварительный раунд                    |
| 17 июля 2019 | 15:30 | Трамплин 3 м, мужчины: полуфинал                                |
| 17 июля 2019 | 20:45 | Вышка 10 м, женщины: финал                                      |
| 18 июля 2019 | 10:00 | Трамплин 3 м, женщины: предварительный раунд                    |
| 18 июля 2019 | 15:30 | Трамплин 3 м, женщины: полуфинал                                |
| 18 июля 2019 | 20:45 | Трамплин 3 м, мужчины: финал                                    |
| 19 июля 2019 | 10:00 | Вышка 10 м, мужчины: предварительный раунд                      |
| 19 июля 2019 | 15:30 | Вышка 10 м, мужчины: полуфинал                                  |
| 19 июля 2019 | 20:45 | Трамплин 3 м, женщины: финал                                    |
| 20 июля 2019 | 15:30 | Трамплин 3 м, микст: финал                                      |
| 20 июля 2019 | 20:45 | Вышка 10 м, мужчины: финал                                      |

## Правила соревнований
Индивидуальные соревнования (кроме состязаний на метровом трамплине) проводятся в 3 этапа: предварительный раунд, полуфинал и финал. В полуфинал проходят спортсмены, занявшие 1-18 места, а 12 лучших прыгунов в воду участвуют в финальном раунде. Во всех видах соревнований женщины совершают 5 прыжков, а мужчины — 6. Победитель определяется по наибольшей сумме баллов, набранных за прыжки.
Соревнования в синхронных прыжках прыжках проходят в 2 этапа: предварительный раунд и финал. В финал проходят 12 лучших команд. Соревнования состоят из двух раундов: обязательные прыжки (2 прыжка с коэффициентом трудности 2,0) и произвольная программа (4 прыжка с выбранным коэффициентом трудности). Победитель определяется по наибольшей сумме баллов, набранных за прыжки.
Командное первенство состоит из шести раундов. В команде от страны-участницы 2 прыгуна в воду: мужчина и женщина. Каждый из них прыгает в воду три раза (всего 6 прыжков, которые идут в зачёт). Обязательная программа состоит из первых двух раундов финальных соревнований: каждый спортсмен должен совершить один прыжок с трамплина или с вышки (коэффициент трудности прыжка — 2,0). С третьего раунда спортсмены прыгают с того снаряда, на котором они специализируются. Победитель определяется по наибольшей сумме баллов, набранных за прыжки.